# Višak infracrvenog
Višak infracrvenog (eng. infrared excess) je mjera astronomskog izvora, obično je to zvijezda, koji u svojoj razdiobi spektralne energije ima veći izmjereni infracrveni tok zračenja (radijacijski fluks) od očekivanog pretpostavljajući da zvijezda isijava kao crno tijelo. Višci infracrvenog često su rezultat cirkumstelarne prašine (protoplanetna prašina) i uobičajeni su kod mladih zvjezdanih objekata i evoluiranih zvijezda na asimptotskoj grani divova ili starijih objekata.
Uz to, promatranje emisije viška infracrvenog zračenja iz zvjezdanih sustava je jedna moguća metoda koja bi mogla omogućiti inženjerske projekte velika obujma u potrazi za izvanzemaljskim civilizacijama; primjerice Dysonova sfera ili Dysonov roj.